# ATP de Washington de 2013
O ATP de Washington de 2013 foi um torneio masculino disputado em quadras duras na cidade de Washington, D.C., Estados Unidos. Esta foi a 45ª edição do evento, realizado no William H.G. FitzGerald Tennis Center. 

## Distribuição de pontos
| Evento  | V   | F   | SF  | QF | Terceira rodada | Segunda rodada | Primeira rodada | Q  | Q3 | Q2 | Q1 |
| Simples | 500 | 300 | 180 | 90 | 45              | 20             | 0               | 10 | —  | 4  | 0  |
| Duplas  | 500 | 300 | 180 | 90 | 0               | —              | —               | —  | —  | —  | —  |

## Chave de simples

### Cabeças de chave
| País | Jogador               | Rank1 | Cabeça |
| ---- | --------------------- | ----- | ------ |
| ARG  | Juan Martín del Potro | 7     | 1      |
| JPN  | Kei Nishikori         | 11    | 2      |
| GER  | Tommy Haas            | 12    | 3      |
| CAN  | Milos Raonic          | 13    | 4      |
| FRA  | Gilles Simon          | 16    | 5      |
| USA  | Sam Querrey           | 20    | 6      |
| RSA  | Kevin Anderson        | 21    | 7      |
| USA  | John Isner            | 22    | 8      |
| UKR  | Alexandr Dolgopolov   | 25    | 9      |
| ESP  | Feliciano López       | 29    | 10     |
| BUL  | Grigor Dimitrov       | 31    | 11     |
| FRA  | Julien Benneteau      | 35    | 12     |
| CRO  | Ivan Dodig            | 36    | 13     |
| AUS  | Bernard Tomic         | 41    | 14     |
| RUS  | Nikolay Davydenko     | 42    | 15     |
| CYP  | Marcos Baghdatis      | 44    | 16     |
| FRA  | Michaël Llodra        | 46    | 17     |

- 1 Rankings como em 22 de julho de 2013

### Outros participantes
Os seguintes jogadores receberam convites para a chave de simples:
- Juan Martín del Potro
- James Duckworth
- Steve Johnson
- Denis Kudla
- Jack Sock

Os seguintes jogadores entraram na chave de simples através do qualificatório:
- Somdev Devvarman
- Matthew Ebden
- Samuel Groth
- Alex Kuznetsov
- Tim Smyczek
- Yūichi Sugita

Os seguintes jogadores entraram na chave de simples como lucky losers:
- Jesse Levine
- Rhyne Williams

### Desistências
Antes do torneio
- Feliciano López (fadiga)
- Gaël Monfils
- Jo-Wilfried Tsonga

## Chave de duplas ATP

### Cabeças de chave
| País | Jogador              | País | Jogador           | Rank1 | Cabeça |
| ---- | -------------------- | ---- | ----------------- | ----- | ------ |
| AUT  | Alexander Peya       | BRA  | Bruno Soares      | 14    | 1      |
| PAK  | Aisam-ul-Haq Qureshi | NED  | Jean-Julien Rojer | 25    | 2      |
| SWE  | Robert Lindstedt     | CAN  | Daniel Nestor     | 29    | 3      |
| CRO  | Ivan Dodig           | BRA  | Marcelo Melo      | 36    | 4      |

- 1 Rankings como em 22 de julho de 2013

### Outros participantes
As seguintes parcerias receberam convites para a chave de duplas:
- James Blake /  Eric Butorac
- Steve Johnson /  Sam Querrey

### Desistências
Antes do torneio
- Bob Bryan (lesão no ombro)

## Campeões

### Simples
- Juan Martín del Potro venceu  John Isner, 3–6, 6–1, 6–2

### Duplas
- Julien Benneteau /  Nenad Zimonjić venceram  Mardy Fish /  Radek Štepánek, 7–6(7–5), 7–5